# Juan Carlos Valerón Santana
Juan Carlos Valerón Santana (castellà: Juan Carlos Valerón)  (Arguineguín, 17 de juny de 1975) és un exfutbolista canari que jugava com a migcampista. Va ser internacional amb la selecció espanyola.